# Bataille de Skafida
Guerres byzantino-bulgares
Batailles
- Ongal (680)
- Anchialos (708)
- Marcellae (756)
- Lithosoria (774)
- Marcellae (792)
- Serdica (809)
- Pliska (811)
- Versinikia (813)
- Mesembria
- Guerre de 894 - 896
  - Bulgarophygon
- Guerre de 913 - 927
  - Anchialos (917)
  - Pegae (921)
- Guerre de 970 - 1018
  - Portes de Trajan (986)
  - Thessalonique (995)
  - Passe de Kleidion (1014)
  - Bitola (1015)
- Ostrovo (1040)
- Klokotnica (1230)
- Andrinople (1254)
- Devina (1279)
- Skafida (1304)
- Rusokastro (1332)

La bataille de Skafida (en bulgare : Битка при Скафида) est un affrontement entre le deuxième Empire bulgare et de l'Empire byzantin survenu en 1304, près de Poros (Bourgas), en Bulgarie. Elle débouche sur une victoire bulgare. Elle permit à l'Empire bulgare de surmonter une crise majeure à la fin du XIIIe siècle, de retrouver une stabilité interne et de reconquérir la majeure partie de la Thrace. Durant les années suivantes, son principal ennemi, l'Empire byzantin, ne fut pas en mesure de constituer une menace sérieuse pour l'Empire bulgare.

## Origine du conflit
Lorsque Théodore Svetoslav est couronné Empereur de Bulgarie en 1300, il décide de se venger des attaques des Tatars survenues lors des vingt années précédentes. Des traîtres sont tout d'abord punis, dont le Patriarche Joachim III, qui est déclaré coupable de complicité avec les ennemis de la couronne. L'Empereur se tourne ensuite vers l'Empire byzantin, qui avait favorisé l'invasion de la Bulgarie par les Tatars et qui avait réussi à conquérir un certain nombre de forteresses bulgares en Thrace. En 1303, il marche avec son armée à travers le sud et parvient à reconquérir de nombreuses villes. L'année suivante, les Byzantins contre-attaquent et les deux armées se rencontrent près de la rivière Skafida.

## Bataille
Dans un premier temps, les Byzantins parviennent à prendre l'avantage et à repousser les Bulgares à travers la rivière.
Trop occupés à poursuivre leur adversaire, les Byzantins s'entassent sur un pont que les Bulgares ont saboté avant la bataille. Ce dernier s'effondre sous les poids. A cet endroit, la rivière est très profonde. De nombreux soldats byzantins paniquent et se noient, ce qui permet aux Bulgares de finalement arracher la victoire.

## Conséquences
Après leur victoire, les Bulgares capturent de nombreux soldats byzantins. Selon la coutume, les soldats ordinaires sont libérés. Seuls les nobles sont retenus prisonniers à des fins de rançon. L'armée bulgare poursuit ensuite sa campagne victorieuse, sans que les Byzantins ne parviennent à stopper sa progression. L'empereur byzantin décide de fondre une partie de son trésor personnel afin de recruter plus de soldats, mais ne peut inverser la situation. Les Byzantins sont forcés de reconnaître les gains territoriaux de Théodore Svetoslav. Celui-ci épouse ensuite Théodora, la fille de l'empereur byzantin Michel IX Paléologue, ce qui rapproche les deux puissances. Un traité de paix est signé en 1307, qui dure jusqu'à la mort de Théodore Svetoslav en 1321.

## Sources
- (en) Cet article est partiellement ou en totalité issu de l’article de Wikipédia en anglais intitulé « Battle of Skafida » (voir la liste des auteurs).
- Andreev, Y.; M. Lalkov (1996). The Bulgarian Khans and Tsars (in Bulgarian). Veliko Tarnovo: Abagar.  (ISBN 954-427-216-X).
- Тренев, Александър. (2006). Великите битки и борби на Българите през Средновековието (in Bulgarian). Sofia: Световна библиотека.  (ISBN 954-8615-60-6).
- Michael O’Rourke, Byzantium, from recovery to ruin, a detail chronology: AD 1220-1331, Canberra, Australia, 2010
- Andreas Speer, David Wirmer, 1308: Eine Topographie historischer Gleichzeitigkeit, 2010, Berlin, De Gruyter,  (ISBN 978-3-11-021874-9)